# McFly
McFLY（中文翻譯為：小飛俠）在英國倫敦成立於2003年的英国流行摇滚樂隊，凭借着首张单曲《5 Colours In Her Hair》在2004年早期進入流行乐坛，並且一炮而紅。他們是英國最受歡迎和最成功的樂隊之一。
McFLY是由湯姆·弗萊屈（Tom Fletcher）創立，4人樂隊成員一直合作至今。湯姆·弗萊屈（Tom Fletcher）擔任主唱和結他手，成員丹尼·瓊斯（Danny Jones）擔任主唱和結他手、他們二人共同為樂隊創作出無數歌曲，包括第一首創作的「Room on the 3rd Floor」。道基·波伊特（Dougie Poynter）擔任貝斯手和合音員，以及哈利·裘德（Harry Judd）擔任鼓手。2008年他们與 Island 唱片公司完成合約後，自行成立名為 Super Record 的唱片公司。他們屬於 Absolute Management 經紀公司旗下。
2004年3月，McFLY得到霸子樂團（Busted）的幫助，被邀請作為巡迴演唱會嘉賓亮相表演，開始打響知名度。McFLY的首張專輯《Room on the 3rd Floor》登上英國唱片榜第一位和雙白金銷量，打破了英國著名樂隊披頭四（The Beatles）的紀錄，成為英國歷史上推出首張專輯便取得唱片榜第一名的最年輕樂隊。《Room on the 3rd Floor》發布的一個月之後，樂隊開始了第一個在英國領銜表演的巡迴演唱會。
2005年，第二張專輯《Wonderland》取得英國唱片榜的第1名。同年他們獲得了《BRITISH POP ACT》全英音樂獎。2006年推出第三張專輯《Motion in the Ocean》取得第6名。2007年11月5日推出第一張精選專輯《All the Greatest Hits》取得第4名。他們在2008年7月推出了第4張專輯《Radio:Active》隨《星期日郵報》免費附送，這是他們自立唱片公司後的第一張專輯。他們於2010年11月15日推出他們第五張專輯《Above the Noise》取得第4名。截至2014年2月，McFly已經推出了18首連續在英國單曲榜排名前20位的單曲，當中有7首歌曲取得第1名的佳績，以及17首連續前10位的單曲。目前McFLY共推出5張專輯，取得英國唱片榜的第1名包括《Room on the 3rd Floor》以及《Wonderland》。
2006年，McFLY參與《幸運之吻》（Just My Luck）的電影演出，電影由琳賽·蘿涵（Lindsay Lohan）和克里斯·潘恩（Chris Pine）主演。他們在電影中扮演和現實一樣的角色，飾演McFLY自己，是男主角培訓的樂團McFLY。推出電影同名的全美專輯《Just My Luck》作為電影的配樂，把音樂推展到美國。鼓手哈利·裘德後來承認曾經和琳賽·蘿涵約會。
McFLY熱心公益，參與各種慈善活動的演出，包括: 喜劇救濟（Comic Relief），有需要的兒童（Children in Need），現場八方 （Live 8），Sport Relief 以及地球一小時（Earth Hour）。
而McFLY主唱湯姆·弗萊屈是樂隊歌曲創作的靈魂人物，作為一個專業的作詞人和作曲人，在他十二年的創作生涯，他更是最年輕的歌手於英國單曲榜10次奪冠和寫出了21首十大單曲，打破羅比·威廉斯的紀錄。（指參與創作，包括McFLY的7首冠軍單曲及為霸子所寫的「Thunderbirds Are Go」，「Who's David」及 「Crashed The Wedding」）他其後更為其他年輕樂隊寫歌，包括一世代（One Direction）和到暑五秒（5 Seconds of Summer）。
湯姆·弗萊屈與隊友道基·波伊特合作在2012年發行了第一本兒童小說《The Dinosaur that Pooped Christmas》，銷售超過72000本。
2012年10月11日，McFly發行了他們的第一本自傳《Unsaid Things: Our Story》，以他們第一張專輯《Room on the 3rd Floor》的第一首歌「Unsaid Things」命名。
他們在青少年的時候就一躍大紅大紫，不得不盡快適應。終於，他們決定講述自己的故事，分享他們的童年故事，不同的個人經歷，愛情故事，樂隊的成功，甚至他們面對沿途的挑戰。當然，還有他們珍貴的友情和重要的音樂。
McFly的自傳首次披露樂隊不為人知知的故事，他們的生活充滿很多笑聲和偶爾出現的淚水，生活點滴由加入McFly的樂隊成員開始成為隊友，並成為生命中最好的朋友。他們的友情都寫在自傳，從每一個頁面直到結局，他們都了解彼此。
2013年11月11日，McFly宣佈與霸子樂團（Busted）聯手組成6人組合McBusted，展開了34場的世界巡迴演唱會。但曾作為霸子樂團成員之一的歌手查理·辛普森（Charlie Simpson）並沒有參與這個新陣容。2014年10月以McBusted身份推出專輯《Air Guitar》取得第9名。
目前，根據BPI認證，McFLY在英國出售至少150萬張專輯，在全球的唱片銷量超過1000萬張。樂迷仍在期待McFly承諾推出的第六張專輯......

## 历史

### 2002：早期
「McFly」是由乐队的创立者湯姆·弗萊屈所命名的，来源就是他最喜欢的美国科幻系列喜剧《回到未来》（Back to the Future）中饰演马蒂·迈克的迈克尔·J·福克斯（Michael J. Fox）。湯姆原本是想參加霸子樂團（Busted）的成员徵選，但是遭到拒绝。不過霸子樂團的经纪人还是与湯姆签约，并將他安排在另一个類似的樂團中。霸子樂團的主唱詹姆斯·波尼（James Bourne）这个时候开始和他一起写歌。之後在詹姆斯忙於自己的事業，无暇顾及湯姆时，丹尼出现了。刚开始的时候，他們彼此並不熟悉，丹尼说在霸子的演唱会上看见过湯姆。于是在公司的安排下，二人开始在一起写歌。这个时候他们刚滿十五岁。丹尼的家在博爾頓（Bolton），而湯姆的家在伦敦，很多的时间都被浪费在搭乘火車交通往返上，丹尼感觉压力很大。
当湯姆从Silvia young毕业后，丹尼还在家乡的酒吧里面唱歌，并时常为他妹妹的朋友写一些东西。公司为了让湯姆和丹尼更好的创作，暑假的时候公司给丹尼在伦敦租了一个旅馆的房间。就这样，湯姆和丹尼度过了一个愉快的暑假。而这也是「Room on the 3rd Floor」（意為在三樓的房間）這首歌曲的名稱由来。为了使这个乐队完整，他们俩开始在伦敦中心区的广场招募鼓手和貝斯手。而在那些被拒绝的人当中甚至包括了史帝芬·派克（Steven Parker）。道基·波伊特（Dougie Poynter）和哈利·裘德（Harry Judd）是在2003年9月份的同一天加入这个乐队的。这时，McFly正式成立了。

### 2003-2004：Room on the 3rd Floor
乐队早期的风格是流行和龐克的混合体。而在2004年3月24日發行的單曲《5 Colour In Her Hair》，很快就登上英国单曲榜首位并持续了两周之久。在七月的时候《Obviously》也成为第一名的单曲。而随后的专辑《Room on the 3rd Floor》更打破了记录，McFly成为了首张专辑就登上榜单首位的最年轻的乐队。第三首单曲，在2004年9月6日發行的《That Girl》， 输給了布萊恩·麥克法登的《Real To Me》，屈居于第三位。2004年11月15日發行的第四首单曲《Room on the 3rd Floor》（专辑的主打歌）取得个第五名的成绩。

### 2005-2006：Wonderland
在2005年3月的时候，他们推出了雙主打單曲《All About You / You've Got A Friend》，也是他們的第六和第七首单曲，也是他们的第二张专辑。这张专辑的特色是60％都是交响乐。單曲在2005年3月13日獲得該週排行榜的第一名。同时，专辑的收入也捐献给喜劇救濟。为了響應慈善帮助，Mcfly在非洲的乌干达拍摄了「You've Got A Friend」的音乐录影带。在2005年10月他们完成首次的舞台演出。《Wonderland》这张专辑的第二首单曲「I'll Be OK」于2005年8月15日在英国推出，并第四次荣膺排行榜第一。而专辑本身则于2005年8月29日第一次登上第一位。《Wonderland》的第三首单曲「I Wanna Hold You」于10月17日推出， 给他们带来了第六次榜单前三名的好成绩，北極潑猴（Arctic Monkeys）被从第一的位置挤下来。他们的第四首单曲《Ultraviolet / The Ballad of Paul K》于同年12月12日推出，并得到第九名的成绩。

### 2006-2007：Motion in the Ocean
《Motion in the Ocean》的第一首单曲叫做《Please, Please》，与皇后合唱團（Queen）的《Don't Stop Me Now》在2006年7月17日作为「Sport Relief 2006」慈善活動的官方歌曲出了一张雙主打單曲。而这張單曲在2006年7月23日獲得英国排行榜第一名的成績， 而乐队也得到了创队以来的第五次排行榜冠军。在與同志夜店「G-A-Y」的老闆打赌輸掉之后，McFly不得不光着身子在舞台上表演。在2006年9月4日，McFly的官方网站证实第三张专辑就叫做《Motion in the Ocean》。这张专辑于2006年11月6日推出，达到第六名的成绩。接著《Star Girl》于 2006年10月23日發行，《Star Girl》凭借着54,802的销售量第一周就达到冠军头衔。第三首专辑里面的曲目《Sorry's Not Good Enough / Friday Night》于2006年12月18推出，并取得榜单第三的成绩。 而2006年12月22日在加拿大和美国推出的「Friday Night」则是电影《博物館驚魂夜》（Night at the Museum）的主打曲目。他们单曲《Transylvania》亦取得第一名。

### 2007-2008：All the Greatest Hits
McFly於2007年11月5日推出精選專輯，內附有三首新歌曲，包括"The Heart Never Lies"、"The Way You Make Me Feel"及"Don't Wake Me Up". 並且取得英國唱片榜第三名。其單曲The Heart Never Lies取得第三名的佳績。其後樂隊舉行了26場的演唱會。

### 2008-2009：Radio:Active
《Radio:Active》於2008年7月20日隨《星期日郵報》免費附送。這是他們第四張專輯，首支單曲《One for the Radio》暫時只取得第二名，據說因為HMV公司的關係使他們失去3,000張單曲銷量，故只能屈居第二，但未經証實。第二首單曲《Lies》將於9月15日發行。9月22日亦將會發行新版本《Radio:Active》，到時隨了保留原本十首歌外，亦會有四首新歌曲、一張DVD以及一本32頁的小冊子。他們亦將於十月首次到巴西舉行3場演唱會。而在11月7日亦會開始他們的巡迴演唱會。

### 2010-2011：Above the Noise
《Above the Noise》於2010年11月15日推出他們第五張專輯。第一首单曲叫做《Party Girl》獲得英国排行榜第六名的成績。第二首單曲《Shine A Light》与 泰歐·克魯斯 Taio Cruz合作，更獲得英国排行榜第四名的成績。其後樂隊首次舉行了28場的世界巡迴演唱會。

### 2011-2012：Memory Lane: The Best of McFly
2011年8月，McFly聲明他們將在2012年的3-4月在英國進行全國巡演。11月1日McFly聯手Gioia Jewellery發行了印有每個樂隊成員的SuperCity Logo的珠寶。12月4日，Dougie贏得了第十一季的我是名人…放我出去！/I’m a Celebrity…Get Me Out of Here!的冠軍。12月7日，Harry贏得第九季的舞動奇跡/Strictly Come Dancing冠軍。
現在正在進行的巡演命名為Keep Calm and Play Louder Tour。他們並演唱了樂隊的三首新歌，“Do What You Want（也記作Do Whatcha）”，“Red”和“Touch the Rain”。這三首歌將被收錄于第六張錄音室專輯中。Tom在推特上說下一支發行的單曲應是“Red”。
此張專輯在2012年6月10日開始錄製。
McFly想在九月份到美國舉辦幾次專場。“我們想到美國去，告訴那邊的粉絲我們沒有忘記他們。”湯姆說，“我們一直一直都想這樣做，但我們總是沒有機會，要不然就是別的一些事情會找上門來。”“我們在美國的有些粉絲，已經喜歡我們八九年了——就是我們剛剛組團的時候——他們有的還專程跑到英國去看我們。他們這麼熱情，讓我們感到很驚訝。所以我想這是我們欠他們的。”
2012年11月,發行了新精選Memory Lane: The Best of McFly,收錄3首新歌 "Love Is Easy", "Do Whatcha" "Cherry Cola",同月也宣布了將在2013年4月到5月將舉行18場巡演來宣傳精選。

### 2013-2015 籌備中的第六張專輯&McBusted
McFly為第6張專輯寫了許多新歌如"Love Is Easy", "Do Watcha", "Cherry Cola" ,"Hyperion", "Break Me", "Red", "Love Is on the Radio" and "Touch the Rain". 前三首後來被收錄在精選Memory Lane,"Red" & "Touch the Rain" 則在2012的巡演演唱過。2013年9月19~21日在皇家阿爾伯特音樂廳開了4場慶祝成軍10周年的演唱會，也演唱了新單曲 "Love Is on the Radio"， "Love Is on the Radio"隨後也在11月正式發行做為第6張專輯的首張單曲，專輯預計在2014年春天發行,但之後從來沒有實際發行過，未發行的原因則是因為McFly與另一樂團Busted組成的新團McBusted有關。
2014年4月到6月，McFly與Busted以McBusted名義舉辦了36場McBusted Tour演唱會。11月以McBusted名義發行了"Air Guitar"單曲,12月第二張單曲"Get Over It"與新樂團首張同名專輯McBusted 也發行。
2015年3月~4月也舉行了21場McBusted's Most Excellent Adventure Tour演唱會。

### 2016 回歸McFly & The Anthology
2016年9月在四個場地舉辦了共12場的The Anthology演唱會,演唱會曲目特別的是4個場地各唱三天,正式曲目都是照5張專輯的CD曲目排序去唱,第一天演唱第1張專輯全部的歌之後安可才唱其他歌曲,第二天是第2張接第3張專輯+安可，第三天則是第4張接第5張專輯+安可,歌迷若三場看完幾乎5張專輯全部都聽完。
隨後12月發行了Anthology Tour The Hits Live 現場專輯,單CD版是收錄第一天曲目,豪華版6CD才有收錄3天五張專輯全部現場演唱+一張30分鐘DVD巡演紀錄片。

### 2019The Lost Songs
2019年9月10日 McFly在各官方社交網站宣布11月20日在倫敦O2體育館的演唱會，隨後也宣布將會發行睽違9年的新專輯The Lost Songs, 9月15日正式數位發行Red”和“Touch the Rain”兩首單曲。隨著11月O2演唱會門票全數售完,18日樂團宣布再加開10場2020年的正式復出演唱會。
專輯The Lost Songs (遺忘的歌) 13首歌曲其實6年前就錄好了,2013年單曲Love Is on the Radio原本是作為第六張專輯的主打歌,後來因為與樂團Busted組成McBusted而改變了計畫。團員在復出訪談中也承認未發片中間這幾年團員彼此也有心結,直到2018年底大家才解開心結,他們認為這些錄好的歌曲不該就這樣被遺忘,在發表下一張正式專輯之前應該發表這些歌曲,因為這代表也記錄了他們的一部分,同時也謝謝粉絲6年的等待。

## 音乐风格
McFly的音乐风格被他们自己和其它从事音乐的人看作是与Nu-Pop，但是通常其风格被认为是介于流行和流行摇滚之间。凭着乐队的流行印象和好影响，与其它的男孩乐队音乐相比，他们还是有很多的不同的。McFly通常被认为与他们同公司的兄弟乐队Busted很像。实际上霸子乐团的詹姆斯·波尼和Son Of Dork联手写了很多小飞侠的主打歌，汤姆·弗莱屈也和詹姆斯·波尼一起创作了很多的歌曲。虽然是相似的，Busted与Blink-182和Sum41一样，其中的力量要远远的大于20世纪60年代的摇滚乐。

## 作品
- Room On The 3rd Floor (2004)
- Wonderland (2005)
- Motion In The Ocean (2006)
- Radio:ACTIVE (2008)
- Above The Noise (2010)

## 成员
湯姆·弗萊屈 – 主唱，吉他，鋼琴，貝斯，夏威夷四弦琴
丹尼·瓊斯 – 主唱，吉他，口琴，鋼琴
道基·波伊特 – 貝斯，吉他，和聲
哈利·裘德 – 鼓，打擊樂

## Cover songs
McFly录制和演出了很多的官方的和非官方的知名歌曲。

## 外部連結
- （英文）官方網站 （页面存档备份，存于）
- （英文）McFly 在 MySpace 的網頁 （页面存档备份，存于）
- （英文）McFly的Facebook （页面存档备份，存于）
- （英文）湯姆·弗萊屈Instagram: @Tom Fletcher （页面存档备份，存于）
- （英文）丹尼·瓊斯Instagram: @Danny Jones （页面存档备份，存于）
- （英文）道基·波伊特Instagram: @Dougie Poynter （页面存档备份，存于）
- （英文）哈利·裘德Instagram: @Harry Judd （页面存档备份，存于）